# Bundesstraße 217
Die Bundesstraße 217 (Abkürzung: B 217) ist eine Bundesstraße in Deutschland. Sie beginnt in Hannover und endet in Hameln.

## Geschichte

### Entstehung

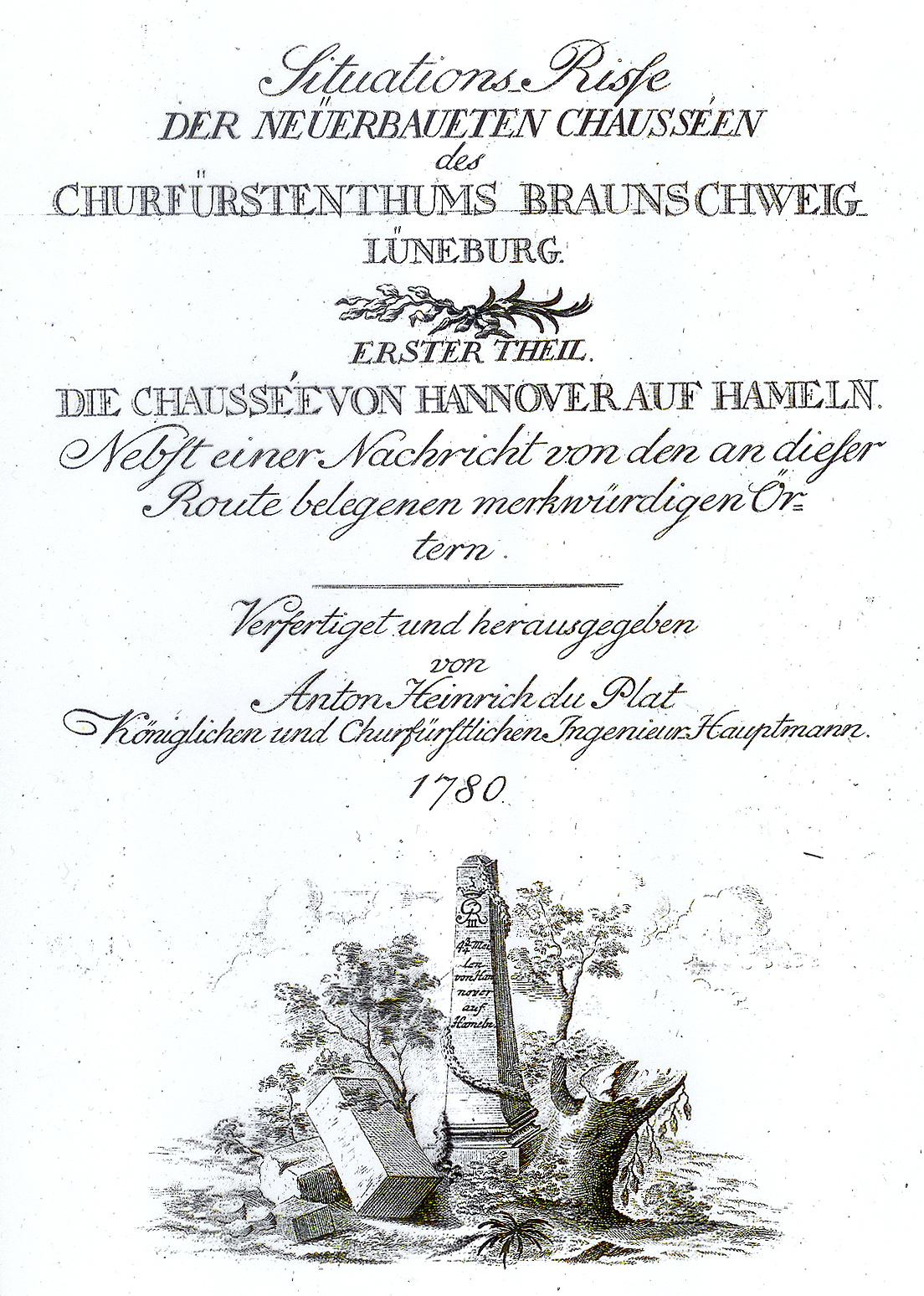
Anton Heinrich du Plats 1780 veröffentlichte „Situations-Risse der neüerbaueten Chausséen des Kurfürstenthums Braunschweig-Lüneburg. Erster Theil“ für die (heutige) B 217;
Kupferstich von Gotthard Christoph Müller

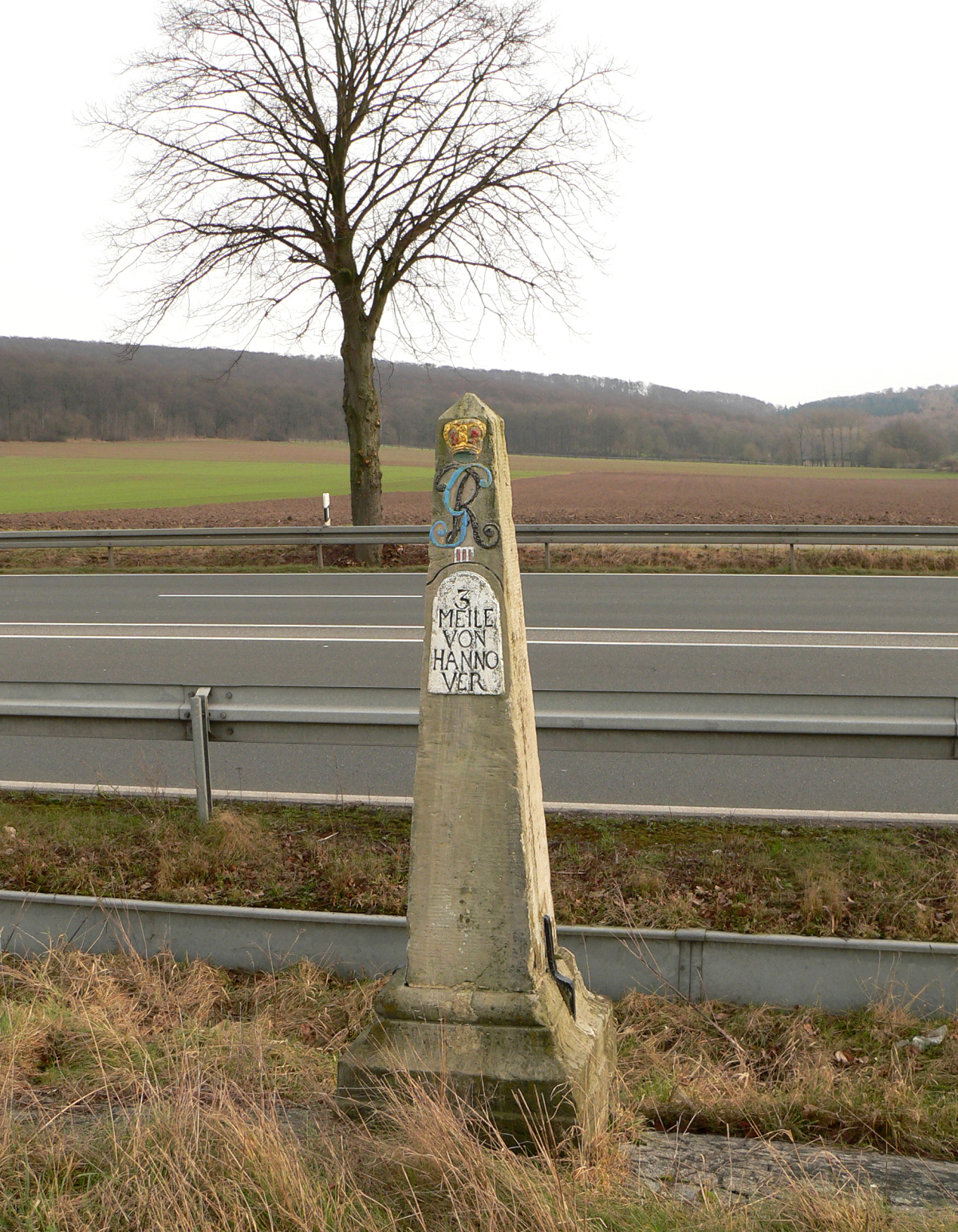
Historischer Meilenstein mit den Initialen von König Georg III. in Höhe von Sedemünder

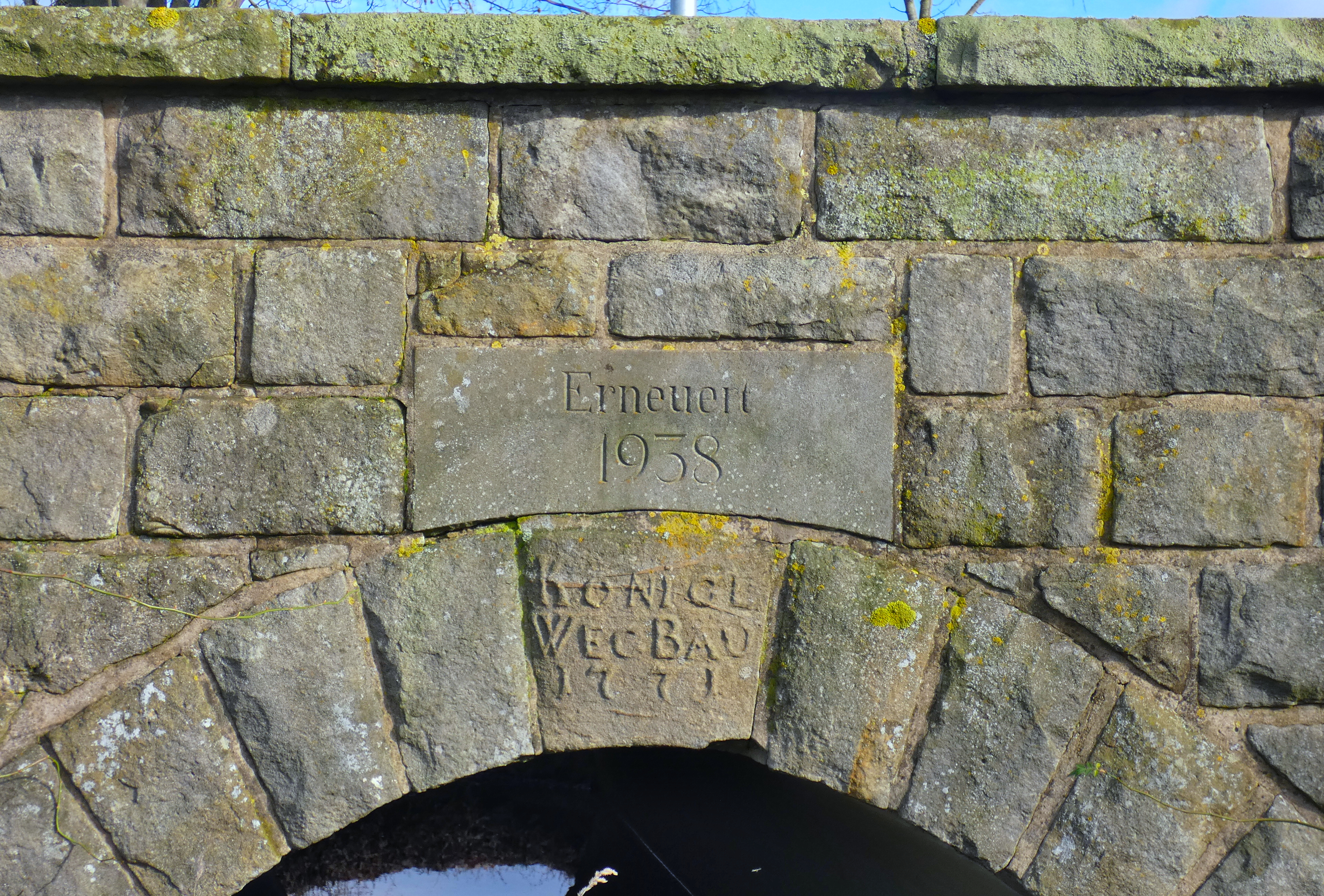
Inschrift „Königl. WegBau 1771“ am Schlussstein einer Brücke in Evestorf

Die Bundesstraße 217 folgte ursprünglich dem Verlauf der Hamelner Chaussee von der Residenzstadt Hannover zur Landesfestung Hameln des Kurfürstentums Hannover. Diese Landstraße wurde aufgrund einer 1764 durch König Georg III. ergangenen Anweisung zur Chaussee ausgebaut, wofür er 12.000 Taler bewilligte. Der Ausbau der bereits bestehenden Straße diente dazu, Handel und Gewerbe im Sinne des Merkantilismus zu fördern. Der Chausseebau erfolgte zwischen 1764 und 1776 unter der Leitung des Ingenieur-Capitaine-Lieutenants Anton Heinrich du Plat. Danach bestand der von Randsteinen eingefasste Verkehrsweg aus einem Steinuntergrund mit einer Schotter- und einer Sandauflage. Entlang der Chaussee entstanden im Abstand von etwa einer Landmeile (7,4 Kilometer) mit Schranken versehene Stationen, die von den Straßenbenutzern Wegegeld erhoben. Die Bewohner der an der Chaussee gelegenen Orte waren bis 1841 zu Hand- und Spanndiensten bei Unterhaltungsmaßnahmen verpflichtet. Im 19. Jahrhundert stieg mit der Ausbeutung von Stein- und Kohlelagerstätten im Deister-Süntel-Raum der Güterverkehr auf der Hamelner Chaussee erheblich an. Der Eisenbahnbau in der zweiten Hälfte des 19. Jahrhunderts sorgte für ihre Entlastung.
Die Chaussee gilt als erste Kunststraße des späteren Königreichs Hannover. Weitere Ausbauten erfolgten 1863 für den Gesamtverkehr und in den 1920er Jahren mit Asphalt.

### 20. und 21. Jahrhundert
Bei der 1932 eingeführten Nummerierung des Fernstraßennetzes in Deutschland wurde diese Straße noch als Bestandteil der damaligen Fernverkehrsstraße 1 (FVS 1) eingeordnet, die ab 1934 Reichsstraße 1 (R 1) genannt wurde und von Aachen über Hannover nach Berlin und weiter nach Königsberg führte. Um 1937 wurde der Verlauf dieser Reichsstraße geändert und ersetzte fortan die kürzere Reichsstraße 78 über Hildesheim. Die gut ausgebaute Landstraße zwischen Hannover und Hameln wurde fortan als Reichsstraße 217 bezeichnet.
Ende der 1990er Jahre war die Strecke von Hameln bis Steinkrug, wo der Ostausläufer des Deisters umfahren wird, mit zwei Fahrstreifen pro Fahrtrichtung ausgebaut, abgesehen von einem kurzen Engpass in der Ortslage Altenhagen I, der auch 2022 noch besteht. Ab Steinkrug bis hinter Weetzen war die Strecke kleiner ausgebaut und wies in großen Teilen nur noch einen Fahrstreifen pro Fahrtrichtung auf.
Um die zur Expo 2000 erwarteten Verkehrslasten bewältigen zu können, wurde die Straße ab Steinkrug bis Hannover weiter ausgebaut. Zunächst wurden die Ortsumfahrung Steinkrug sowie erste Teile einer Ortsumgehung von Weetzen fertiggestellt. Der weitere Ausbau sollte nach der Expo zunächst zurückgestellt werden, da zur Expo große Finanzmittel auf den Bereich Hannover konzentriert worden waren, doch nach zahlreichen Protesten und mit Hilfe der UMTS-Lizenzerlöse wurden die Ortsumgehungen von Weetzen und Evestorf 2003 ebenfalls fertiggestellt. Durch die Ortsumgehungen wurde die Straße zwar einen Kilometer länger, doch entfielen dadurch ein stark belasteter Bahnübergang südlich von Weetzen, der mitunter zu langen Stauungen führte, und eine südlich davon liegende Kurve in der ansonsten schnurgeraden Strecke, die trotz Geschwindigkeitsbeschränkung ein Unfallschwerpunkt blieb und regional als Todeskurve bezeichnet wurde.

## Verlauf
Die B 217 beginnt in Hannover-Bornum, wo sie am Tönniesbergkreisel von der B 65 abzweigt und dann in südlicher Richtung zum Stadtteil Wettbergen führt. Dort verlässt sie das Stadtgebiet von Hannover und führt südöstlich durch Ronnenberg. Die ursprüngliche Trasse verlief geradeaus weiter durch das Ortsgebiet Weetzens, die inzwischen gebaute Ortsumgehung führt westlich am Dorf vorbei. Dabei überquert sie die Bahnlinie Hannover-Hameln-Altenbeken-Soest nördlich des Dorfes und unterquert südwestlich davon die Trasse der Deisterbahn (Weetzen-Haste). Kurz darauf erreicht sie wieder ihre alte Trasse. Diese verlässt sie wieder an der Abzweigung nach Wennigsen-Sorsum und umfährt den Ort Evestorf östlich. Anschließend durchquert sie Holtensen, um Steinkrug westlich zu umgehen und über den Deister nach Völksen weiterzuführen. Bei der Kaiserrampe wird sie von der Bahnstrecke nach Hameln zum zweiten Mal überquert, bevor sie Springe östlich schneidet und durch die Deisterpforte führt, wo die Landesstraße 421 nach Bad Münder eine Querverbindung zur B 442 herstellt, über die die A 2 bei Lauenau erreichbar ist. Nach der Ortschaft Altenhagen I wird das Gebiet der Region Hannover verlassen und in Hachmühlen im Landkreis Hameln-Pyrmont die Bundesstraße 442 gekreuzt. Kurz hinter Hachmühlen wird sie ein drittes Mal von der Bahnlinie nach Hameln gekreuzt, die von da an bis Hameln südlich der Straße verläuft. Über den Teilort Hasperder Bahnhof wird dann in Groß Hilligsfeld das Gebiet der Stadt Hameln erreicht. Nach dem Stadtteil Rohrsen trifft sie in der Kernstadt auf die B 1, mit der sie noch 1 km gemeinsam bis zum grünen Reiter verläuft. An dieser Stelle zweigt die B 1 nach links, die B 217 nach rechts ab. 550 m weiter endet sie an der Kreuzung Thiewall/Erichstraße, wo sie auf die B 83 trifft.

## Ausbaustandard

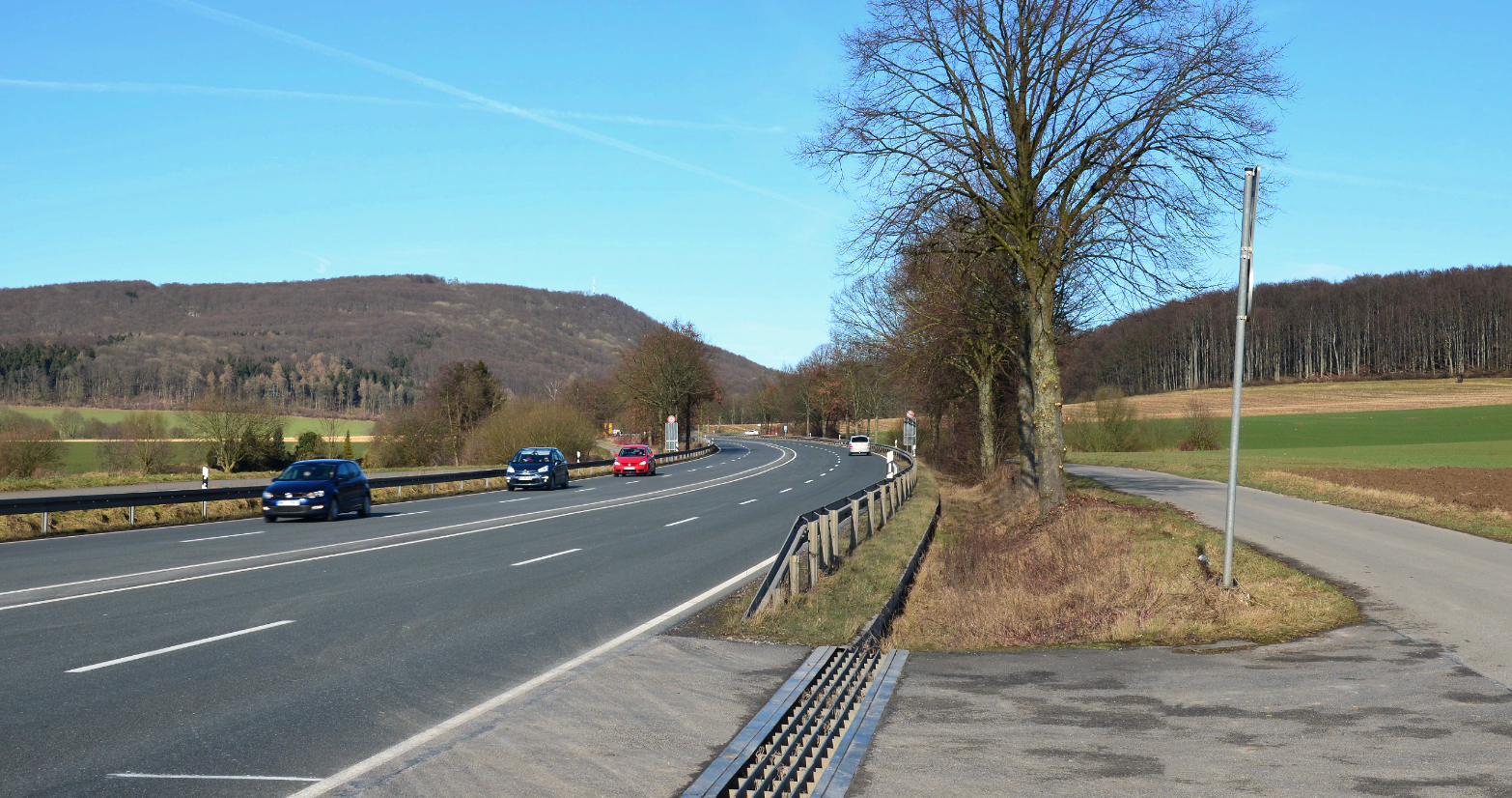
B 217 in vierspurigem Ausbau mit Blick auf die Deisterpforte

- Hannover Tönniesbergkreisel - AS Weetzen/Ost: 4 Fahrstreifen
- AS Weetzen/Ost - AS Steinkrug: 3 Fahrstreifen, hierbei 2+1 wechselnd. Innerhalb der Ortsdurchfahrt Holtensen seit dem Umbau im Jahr 2023/24 kurzzeitig 2 Fahrstreifen.
- AS Steinkrug - AS Hameln-Hottenbergsfeld: 4 Fahrstreifen (mit Ausnahme eines nicht ausgebauten Teilstücks von etwa 500 m Länge bei Altenhagen I, welches nur 2 Fahrstreifen aufweist).
- AS Hameln-Hottenbergsfeld - Hameln Basbergstraße: 2 Fahrstreifen
- Hameln Basbergstraße - Hameln Berliner Platz: 2 + 2 räumlich getrennte Fahrstreifen
- Hameln Berliner Platz - Hameln Deisterallee: 2 Fahrstreifen stadteinwärts, 1 Fahrstreifen Stadtauswärts
- Hameln Deisterallee - Hameln Thiewall (Innenstadt): 4 Fahrstreifen

Die B 217 umfährt außerhalb Hannovers und Hamelns seit Ende 2003 mit Ausnahme von Ronnenberg, Holtensen, Altenhagen I, Hachmühlen und Groß Hilligsfeld sämtliche Ortschaften und ist im Abschnitt AS Weetzen/Ost - AS Springe/West sowie an der AS Hameln-Hottenbergsfeld niveaufrei mit dem niederrangigen Straßennetz verbunden.
In den Abschnitten Ronnenberg – AS Weetzen/Ost, AS Steinkrug – Abzweig Bad Münder und Altenhagen I – AS Hameln Hottenbergsfeld ist die Straße mit Mittelleitplanke versehen, besitzt jedoch keine Standstreifen. Im Bereich Völksen wurde dabei zunächst eine Ausführung mit durchgängigem, geschlossenem Sockel gewählt, welcher den Wasserabfluss verhinderte. Nach zahlreichen Unfällen bei Regen mit mehreren Todesopfern bedurfte es noch einer öffentlichen Diskussion, bevor der Geschäftsbereich Hannover des Landesamtes für Straßenbau und Verkehr stellenweise Unterbrechungen des Sockels anordnete. Zwischen Hasperde und Hameln-Hottenbergsfeld sollte bis 2006 eine Mittelleitplanke gebaut werden. Zwischen Hameln-Rohrsen und Altenhagen wurde die Fahrbahn bis Frühjahr 2013 saniert, und aufgrund Mängel in der Ausführung im Anschluss zeitnah nochmals streckenweise erneuert. Im Zuge dieser Arbeiten wurde ebenfalls die Mittelleitplanke zwischen Groß Hilligsfeld und Hameln-Hottenbergsfeld installiert.
Die AS Hasperde wurde neu gestaltet und ausgebaut.
Zwischen der AS Kaiserrampe und der Abzweigung nach Bad Münder, Dahle wurde bis Oktober 2010 eine Komplettsanierung vorgenommen. Die Anschlussstellen in Springe erhielten Beschleunigungs- und Verzögerungsstreifen, einen komplett neuen Fahrbahnaufbau und eine Mittelleitplanke.

## Planungen
Planungen aus den 1960er Jahren, die B 217 zur A 35 auszubauen, sind aus Finanzierungsgründen und wegen örtlicher Ablehnung bis auf Weiteres zurückgestellt worden.
Folgende Ausbaumaßnahme ist in Planung:
- Ortsumfahrung Hameln (gemeinsam mit der B 1, hierzu wird die B 217 zukünftig Richtung Hameln-Afferde abzweigen)

## Trivia
In Hameln weicht die Ausschilderung teilweise vom tatsächlichen Verlauf der Bundesstraßen 1 und 217 ab. Kommt man aus Richtung Hannover / Hildesheim gefahren, wird auf der Deisterallee die B 1 rechts abbiegend über den Kastanienwall/Thiewall ausgeschildert, obwohl es sich hier ausschließlich um die B 217 handelt. Tatsächlich aber biegt die B 1 hier nach links ab, die Ausschilderung erwähnt für diese Fahrtrichtung jedoch lediglich die Nebenstrecke über die L 433 nach Rinteln. Die B 217 ist aus dieser Richtung kommend gar nicht erwähnt.
Der Kraftfahrer, der auf der B 1 (Ostertorwall) Richtung Grüner Reiter fährt, findet dann auf der Ausschilderung die B 217 nach Minden als Fernziel, obwohl diese nach nur 550 m endet und in die B 83 übergeht.